# Playtika
Playtika est une entreprise israélienne spécialisée dans les jeux mobiles.

## Histoire
En septembre 2021, Playtika annonce l'acquisition de Reworks, connue pour son application Redecor, pour 400 millions de dollars.